# 9449 Петрбонді
9449 Петрбонді (9449 Petrbondy) — астероїд головного поясу, відкритий 4 листопада 1997 року.
Тіссеранів параметр щодо Юпітера — 3,235.